# Potocki-Palast (Lwiw)

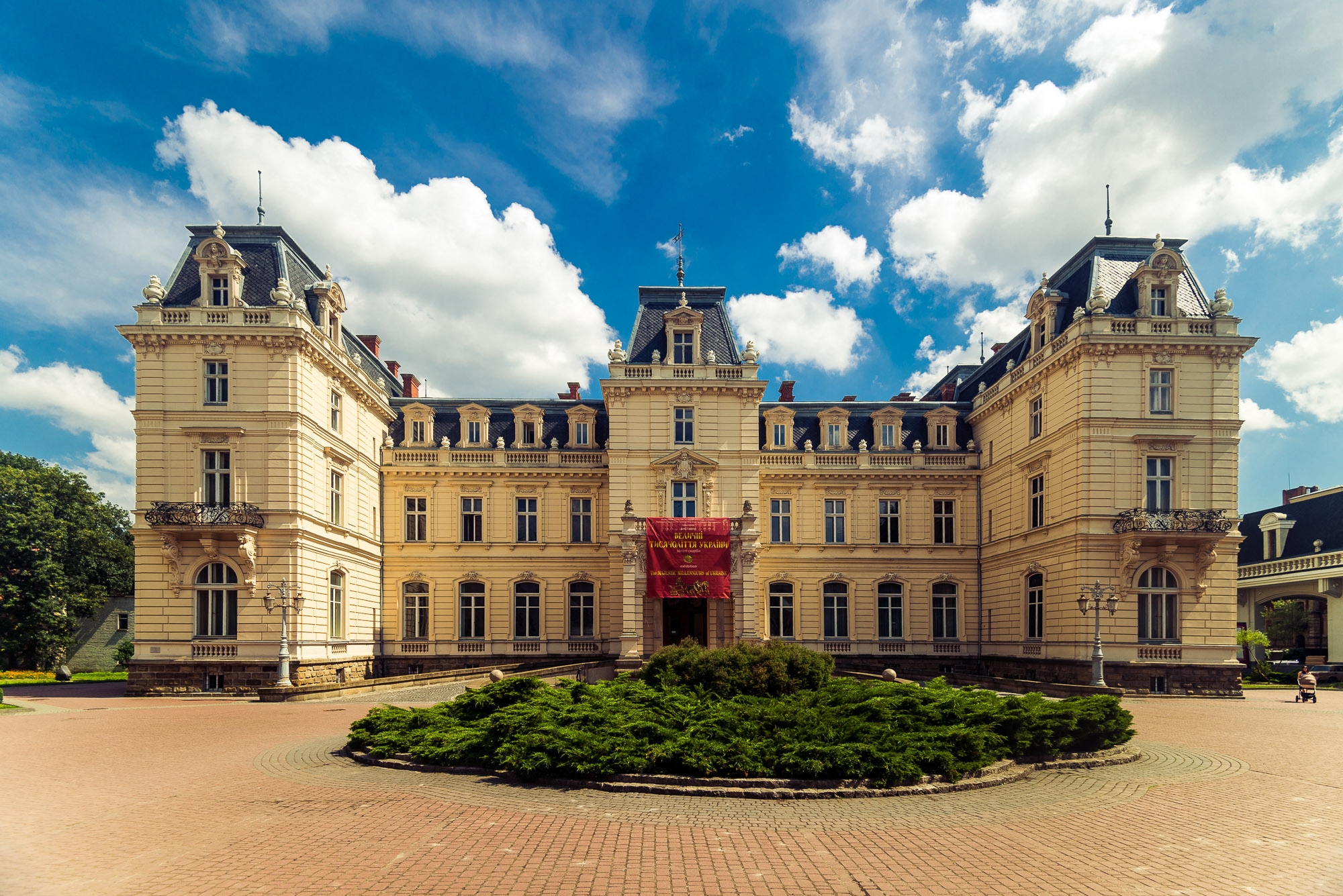
Potocki-Palast, Lwiw

Der Potocki-Palast (ukrainisch палац Потоцьких, polnisch pałac Potockich we Lwowie) in der westukrainischen Stadt Lwiw (deutsch: Lemberg) ist ein dreistöckiger Palast in der Ulica Kopernika Nr. 15.
Er wurde in den 1880er-Jahren für den galizischen Statthalter Alfred Józef Potocki als privater Stadtsitz der Familie Potocki erbaut. Es wurde nicht an Ausgaben gespart, um ihn zur größten Adelsresidenz in der Stadt zu machen. 
Der französische Architekt  Louis Dauvergne arbeitete alle möglichen stilistischen Beaux-Arts-Details aus für eine fast überspannte Imitation eines französischen hôtel particulier. Eine offene Parklandschaft wurde entworfen, um dem Herrenhaus einen Eindruck von Tiefe zu vermitteln.
Zur Jahrhundertwende machte der Park Platz für eine Reihe von Wohnhäusern. Der Palast selbst wurde 1972 für die Abhaltung von Hochzeitsfeiern angepasst und Schritt für Schritt restauriert.
In den 2000er-Jahren machte der Präsident der Ukraine den Palast zu einer seiner Residenzen. Einige seiner architektonischen Details wurden auch bei der benachbarten Ausstellungshalle verwandt, die 1996 eingeweiht wurde.
Andere Potocki-Paläste in der Ukraine stehen in Tultschyn und Odessa. In Polen gibt es solche in Krzeszowice, Międzyrzec Podlaski, Natolin und Warschau.